# Гребеневская
Гребеневская — деревня в Шенкурском районе Архангельской области. Входит в состав муниципального образования «Никольское».

## География
Деревня расположена в южной части Архангельской области, в таёжной зоне, в пределах северной части Русской равнины, в 12 километрах на запад от города Шенкурска, на левом берегу реки Вага, напротив впадения притока Шеньга. Ближайшие населённые пункты: на западе деревня Водопоевская, на северо-востоке село Спасское.
Часовой пояс
Гребеневская, как и вся Архангельская область, находится в часовой зоне МСК (московское время). Смещение применяемого времени относительно UTC составляет +3:00.

## Население
| 2002 | 2010 | 2012 |
| ---- | ---- | ---- |
| 138  | ↘111 | ↗135 |

## История
Къяндский приход, который получил своё название от протекающего здесь ручья, существовал как минимум с 1631 года. Первоначально приход назывался Спасским по имени Спасо-Преображенской церкви, сгоревшей в 1804 году от попавшей в неё молнии. После этого, в 1810 году началось строительство каменного храма, которое продолжалось 10 лет. Всего в Къяндском погосте было 3 храма:
- Преображенская церковь - Кирпичная двухэтажная церковь, построенная в 1810-1820 годах.
- Церковь Илии Пророка - Деревянная однопрестольная одноглавая церковь 1750 года постройки, обшитая тёсом. Первоначально располагалась рядом со сгоревшей Спасо-Преображенской церковью на берегу Ваги, но в 1831-1832 годах перенесена к каменному храму. В советское время разрушена[6].
- Церковь Введения Пресвятой Богородицы во Храм - Деревянная шатровая церковь 1758 года постройки с шестигранным алтарём и трапезной, обшитая тёсом. Изначально была построена на берегу Ваги, но в 1824 году перенесена к каменной церкви. В советское время разрушена[7][8].

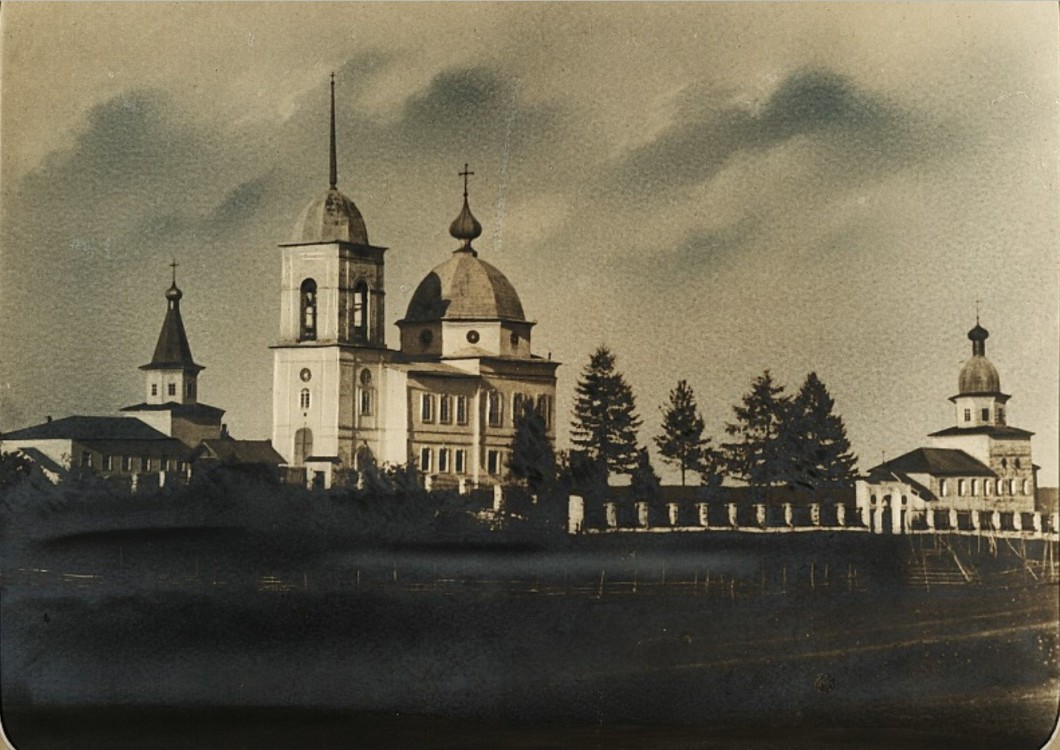
Къяндский погост. Начало 20 века.

Указана в «Списке населённых мест по сведениям 1859 года» в составе Шенкурского уезда(1-го стана) Архангельской губернии под номером «2308» как «Гребневская». Насчитывала 16 дворов, 59 жителей мужского пола и 63 женского.
В «Списке населенных мест Архангельской губернии к 1905 году» деревня Гребневская(Спасско) насчитывает 21 двор, 117 мужчин и 115 женщин.  В административном отношении деревня входила в состав Груздовского сельского общества Великониколаевской волости.
На 1 мая 1922 года в поселении 39 дворов, 99 мужчин и 116 женщин.

## Достопримечательности
Церковь Преображения Господня Объект культурного наследия № 2900582000  — Кирпичная двухэтажная церковь, построенная в 1810-1820 годах взамен сгоревшей деревянной на средства крестьян Шелашского сельского общества на месте Петропавловской часовни. Основной объём с полукруглой апсидой завершён низким восьмериком под высоким сводом. С запада к церкви примыкает колокольня. В настоящее время заброшена и пустует.